# (1144) Oda
(1144) Oda és l'asteroide número 1144 pertanyent al cinturó exterior d'asteroides. Va ser descobert per l'astrònom Karl Wilhelm Reinmuth des de l'observatori de Heidelberg-Königstuhl, Alemanya, el 28 de gener de 1930.
La seva designació alternativa és 1930 BJ. Es desconeix la raó del nom. Oda forma part del grup asteroidal d'Hilda.